# Vincent Monteil (chimiste)
 (janvier 2012).
Pour les articles homonymes, voir Vincent Monteil et Monteil.
Vincent Monteil, né le 20 novembre 1975 à Romans-sur-Isère, est un chimiste français. Il est directeur de recherche au CNRS et travaille au laboratoire de catalyse, polymérisations, procédés et matériaux.

## Biographie
Vincent Monteil est ingénieur de l'École supérieure chimie physique électronique de Lyon. Il a préparé sa thèse à l'université Claude Bernard Lyon 1 de 1999 à 2002 sous la direction de Christophe Boisson et Roger Spitz. Il a ensuite été chercheur post-doctorant en Allemagne à Fribourg puis à Constance sous la supervision de Stefan Mecking (de) de 2003 à 2005. À son retour d'Allemagne en 2005, il est nommé chargé de recherche au CNRS au laboratoire de chimie, catalyse, polymères et procédés (Villeurbanne, France). Il soutient son habilitation à diriger des recherches le 27 janvier 2012.

## Travaux
Vincent Monteil a centré ses travaux de recherche sur la chimie de polymérisation et plus particulièrement la catalyse de polymérisation. Le polyéthylène et polypropylène sont deux des polymères les plus produits dans le monde et sont tous les deux produits grâce à un procédé catalytique. Vincent Monteil étudie ce type de procédé afin d'en comprendre le mécanisme et de développer des catalyseurs plus efficaces.
Durant sa thèse, Vincent Monteil a étudié un nouveau procédé de copolymérisation d’éthylène avec du butadiène permettant d'obtenir des polymères aux propriétés thermiques et mécaniques très intéressantes pour l'industrie du pneumatique. Durant son séjour post-doctoral, il a étudié la polymérisation de monomères tels l'éthylène, le butadiène dans l'eau en milieu dispersé.
Depuis 2010, il étudie la polymérisation radicalaire de monomères gazeux et la chimie de polycondensation à travers la chimie des silicones.

## Distinctions
Il a obtenu la médaille de bronze du CNRS en 2011 et le Prix de jeune chercheur de La division catalyse de la société chimique de France en 2014. Depuis le 22 novembre 2023, Vincent Monteil est président du Groupe français d'études et d'applications des polymères (GFP).